# Аган (селище)
Ага́н (рос. Аган) — селище у складі Нижньовартовського району Ханти-Мансійського автономного округу Тюменської області, Росія. Адміністративний центр та єдиний населений пункт Аганського сільського поселення.
Населення — 495 осіб (2017, 535 у 2010, 525 у 2002).
Національний склад станом на 2002 рік: ханти — 46 %, росіяни — 29 %.
Стара назва — Аганський рибний участок.